# Slavko Osterc
Slavko Osterc, slovenski skladatelj in glasbeni pedagog, * 17. junij 1895, Veržej, † 23. maj 1941, Ljubljana.
Osterc predstavlja vodilno osebo slovenske glasbe med obema svetovnima vojnama. Svoja dela, ki zajemajo komorno, vokalno, simfonično in scensko glasbo, je večinoma pisal v duhu neoklasicizma. Sprva je bil romantični samouk, kasneje pa je študiral kompozicijo in se pod vodstvom velikih čeških skladateljev 20. stoletja razvil v prvovrstnega skladatelja, ki je kljub razmeroma kratki skladateljski karieri pomembno zaznamoval slovensko, pa tudi evropsko glasbeno dogajanje v prvi polovici 20. stoletja.

## Življenje
Slavko Osterc se je rodil očetu Jožefu in materi Mariji, rojeni Sterniša. Po rodovniku je razvidno, da je imel brata Jožefa, ter sestri Julijano in Marijo, poročeno Ferenc (Tibavt, 1995). Otroštvo je preživel v pol kmečkem in pol trškem okolju. Osterc se v zgodnjih letih glasbeno ni izkazal, saj se vidneje tudi ni mogel. Izhajal je iz preprostega okolja, kjer je preprosto glasbo petja in orgel poslušal v cerkvi, ter petje doma – mama je bila dobra pevka, po kateri naj bi podedoval talent. Po končani osnovni šoli je dve leti obiskoval realko v Ljutomeru, nato pa pripravnico mariborskega učiteljišča, kjer se je šolal do let 1913/14. Podpisano zrelostno spričevalo pravi, da je bil med drugim »usposobljen za poučevanje na javnih ljudskih šolah z nemškim in slovenskim učnim jezikom, po lestvici za provizoričnega učitelja ali podučitelja«. Iz gradiva sledi, da je dobival štipendijo (Cvetko, 1993). Že v Mariboru je Osterc dobil osnove glasbene izobrazbe, pri pedagogoma Hinku Druzoviču in skladatelju Emeriku Beranu. Zlasti slednji se je veliko posvetil Osterčevi glasbeni poti in ga spodbujal k samostojnemu komponiranju (Špendal, 1995). Pod njunim vodstvom je Osterc hitro napredoval. Kmalu se je usposobil za violinista, kazal zanimanje za glasbo in z njim okužil tudi sošolce, katerim je bil za zgled, osnoval je dijaški orkester, kjer je igral prvo violino, nastopal kot violinist v Mariboru in doma, med počitnicami. Znanje, pridobljeno v času mariborskega šolanja je očitno bilo znatno, a vendar ne dovolj, saj si je že kot srednješolec nabavljal ustrezne učbenike in jih preučeval, očitno z namenom lastnega ustvarjanja. Kmalu po maturi je bil imenovan za začasnega učitelja v Sevnici ob Savi, kjer pa je deloval le kratek čas, saj je bil že 1. novembra 1914 vpoklican v vojsko. Poslan je bil tudi na italijansko fronto, kjer je bil ranjen. Demobiliziran je bil v novembru 1919. V času vojne, se zdi, je Osterc izgubil pet let, ki pa niso bila povsem izgubljena. Ko se je leta 1919 vrnil, je še bolj poglobljeno nadaljeval s samostojnim študijem, tokrat harmonije, kontrapunkta in kompozicijskega stavka kot celote. Še v istem letu je bil Osterc nameščen kot učitelj na osnovni šoli v Krčevini (Maribor), od tu pa premeščen na Studence (takrat predmestje, danes del Maribora). Učiteljevanje pa ga očitno ni zadovoljilo, še zlasti ne na ljudski šoli, kjer je moral posredovati zanimanje v vseh mogočih predmetih. Zanimala ga je predvsem glasba, v kateri se je razgledoval kot samouk in se čutil sposobnega opraviti komisijski izpit za poučevanje glasbe. Tega je opravil 9. novembra 1920 in bil usposobljen za učitelja petja v višjih razredih dekliške osnovne šole, violine, klavirja, dodatno pa še telovadbe na deški in dekliški meščanski šoli v Celju, kjer je nastopil 1. januarja 1922. Čeprav je bil po strokovni plati v mariborskem in celjskem obdobju vezan predvsem nase, pa so ga duhovno spodbujali Ivan Ašič, Risto Savin, najbrž tudi Lajovic in še kdo. V pomoč so mu bile partiture domačih in tujih avtorjev, ki jih je skrbno analiziral, ne glede na stil (Cvetko, 1993). Čeprav je Osterc v svoj seznam uvrstil le dela, pisana od leta 1923, je mogoče po ohranjenih fragmentih sklepati, da je začel komponirati vsaj že leta 1920. Med prvimi skladbami pisanimi to leto , sta dva mešana zbora s spremljavo godalnega tria, pisana na Župančičevi pesmi Barčica in Na poljani. Iz tega leta izhajajo tudi samospevi Bolne rože, Na poljani in Zvezde žarijo, ki jih je leta 1921 izdal kot rokopis z naslovom »Tri pesmi Otona Župančiča«, kar so njegove prve natisnjene skladbe. Leta 1921 je bila na Ptuju pod vodstvom Ferda Herzoga praizvedena simfonična slika Krst pri Savici, po Prešernovi pesnitvi. Leta 1921 ali 1922 je Osterc napisal še drugo simfonično sliko, za katero ga je navdihnila Levstikova balada Ubežni kralj, vendar se ta ni ohranila. Z njo je pritegnil pozornost mnogih kritikov, pa tudi skladatelja Rista Savina. Še večji odziv je pritegnila simfonija v C-duru Ideali, ki jo je 3. novembra 1922 v mariborskem Narodnem gledališču praizvedel orkester mariborske Glasbene matice, pod vodstvom Frana Topiča. O so delu poročali vsi slovenski, oba nemška in nekateri jugoslovanski časniki, kritiki pa so jo označili kot prvo slovensko simfonijo. Med skladbami, nastalimi do leta 1925, so v Mariboru izvedli še Serenado za visoki glas in orkester s spremljavo klavirja, kar moramo povzeti po Beranovi kritiki skupaj z oceno baleta v treh epizodah Iz Satanovega dnevnika (1924), v naslednjih letih pa še godalni kvartet v a-molu (1924), samospeva Mene ni požela kosa in Uspavanka, oba iz leta 1925 (Špendal, 1995). Toda tudi zaposlitev v Celju Ostercu ni prijala, saj je vedel, da zmore več. Vedel pa je tudi, da na Slovenskem ni ne institucije, ne osebnosti, ki bi mu lahko nudila, kar je tako zelo želel. To bi zmogel doseči le v tujini, pri kakem priznanem mojstru, najbolje v Pragi, ki je slovela po visoko kvalitetnem konservatoriju (Cvetko, 1993).
Prosil je za dopust, ki bi ga osvobodil učiteljske obveze. 29. junija 1925 mu je bil odobren dopust v šolskem letu 1925/26 s polnimi službenimi prejemki z namenom glasbenega študija v tujini. Odklonjena mu je bila štipendija, ki je država študentom v tujini ni nudila, samo s službenimi prejemki pa Ostercu za bivanje v Pragi ne bi zadoščali. Pomoč mu je ponudil mariborski notar Ivan Ašič, človek, vnet za glasbo. V Osterca je verjel, bil je njegov mecen in tudi prijatelj (Cvetko, 1993). Osterc sprva naj ne bi želel oditi v Prago, pač pa na Dunaj, vendar je – verjetno zaradi zunanjih okoliščin, pa tudi po nasvetu Antona Lajovca, ki je glede njegovega vpisa na praški konservatorij posredoval pri dirigentu Václavu Talichu - jeseni leta odpotoval v Prago (Pokorn, 1969) Ivan Ašič je leto po Osterčevem odhodu iz Celja poročal o izvedbah skladb, večinoma iz skladateljevega amaterskega obdobja. Piše o več skladbah, ki pa verjetno niso bila vsa, izvedena do leta 1926 v slovenski reprodukciji, med drugim Krst pri Savici, Kvartet v a-molu, balet Iz Satanovega dnevnika, samospevi, simfonična slika Povodni mož (Cvetko, 1993).

### Osterčevo delovanje v času študija v Pragi
Komisija je Osterčeve kompozicije, ki jih je prinesel iz Celja, ocenila zelo ugodno, dobil je dovoljenje, da se smejo javno izvajati, ciklus Belokranjskih uspavank je dal celo v tisk (Pokorn, 1969). Na konservatoriju je bil Osterc sprejet v tretji, predzadnji letnik srednje šole. Kompozicijsko tehniko in instrumentacijo ga je učil Karel Boleslav Jirák, glasbene oblike Jaroslav Křička, dirigiranje Otakar Ostrlič, estetiko in njeno problematiko Václav Štěpan. Vsi ti učitelji so v češkem, pa tudi zunajčeškem svetu uživali dokajšen sloves in pri slehernem, še zlasti pa pri Jiráku, je Osterc tehtno pridobival znanje, ki ga je s svojimi dosežki v celoti tudi potrdil (Cvetko, 1993). V Pragi je Osterc – poleg skladanja - zavzeto študiral, imel stike z mnogimi osebnostmi takratne češke glasbe, obiskoval je koncerte, operne predstave, spoznaval umetnost starih in modernih mojstrov, ter nasploh širil glasbena obzorja na vse strani. Na večeru slovenske glasbe, 2. marca 1926, so poleg Lajovca, Ravnika, Adamiča, Savina in Škerjanca izvedli tudi nekaj del Slavka Osterca, o katerem je bilo napisano, da ima od izvajanih skladateljev le on vidnejši lastni ton. Ostercu je taka kritika seveda prijala. Užival je podporo pomembnih glasbenikov – Jiráka, Hábe, Talicha in drugih, ki jih je njegova nadarjenost impresionirala. To je pomagalo njegovim skladbam na poti do koncertnih odrov in radia. Leta 1926 je praški Radiojournal priredil jugoslovanski večer, kjer sta bili izvedeni dve Osterčevi skladbi, Nokturno in Štiri belokranjske, 1. 12. 1926 pa je bil na slavnostni akademiji predstavljen samospev Sonce v zavesah. V vseh primerih so bile kritike za Osterca ugodne. Tretji letnik je končal zelo uspešno, vendar mu je bilo jasno, da enoletni študij ni dovolj za namen, ki ga je imel. Zato je zaprosil še za dopust v šolskem letu 1926/7, katerega mu je ministrstvo odobrilo. Materialno podporo mu je še naprej zagotavljal Ašič. Jeseni leta 1926 je spet odpotoval v Prago in se vpisal v četrti letnik konservatorija. Vpisal se je še v tečaj četrttonske kompozicije, ki ga je vodil Alois Hába. V potrdilu konservatorija 21. junija 1927 je zapisano, da je četrttonski tečaj opravil s prav dobrim uspehom, znanje komponiranja četrttonske glasbe pa je dokazal s Preludijem za klavir. V poročilu o koncertu absolventov konservatorija beremo, da so bile izvedene Osterčeve Štiri karikature za piccolo, klarinet in fagot, predstavljeni pa tudi dve nadaljnji skladbi Osem anekdot Charlia Chaplina za glas in 11 instrumentov ter I. godalni kvartet. Kritik je za Osterca dejal da se giba v smeri francoske moderne, z deli preseneča in da obvlada tehniko komponiranja. Omenjene skladbe so analizirane, priznana pa jim je razvidna kvaliteta, tako tehnična kot umetniška. Skladbe je recenziral tudi Alois Hába, za katerega je bil Osterc najbolj nadarjen med jugoslovanskimi mladimi skladatelji. Obvladal je moderni zvok in polifonsko tehniko, čeravno ju formira po svoje. Hába je poudaril Osterčev smisel za humor in ritem, ter dodal, da od njega pričakuje pomembno glasbeno dejavnost. Pozitivno je bil omenjen tudi v drugih čeških časnikih. V poročilu o večeru jugoslovanske glasbe 20. maja 1927 je bila omenjena Osterčeva Uspavanka,  o kateri je E. Rychnowsky zapisal, da je po stilu blizu Stravinskemu in Debussyju, drug recenzent pa je bil mnenja da Osterc počasi formira svoj izraz, kar je pri njem sicer opazno že nekajkrat. S četrtim letnikom je bila za Osterca srednješolska stopnja praškega konservatorija zaključena. Absolutorijsko spričevalo, ki ga je popisal Karel Hoffman navaja naslednje ocene: umetniška nadarjenost – izredna; kompozicija – odlično; obligatni klavir – dobro; kontrapunkt – odlično; nauk o formah in analiza – odlično; instrumentacija – odlično; partiturna igra – dobro; dirigiranje zbora – dobro; dirigiranje orkestra – pohvalno; estetika – odlično; operna režija in dramaturgija – odlično; zgodovina glasbe – odlično; zgodovina češke glasbe – odlično, kar priča, da je bil Osterc v vseh glavnih, za obvladovanje tehnike in komponiranje potrebnih predmetih, izvrstno izurjen (Cvetko, 1993). Glasbena reprodukcija Osterca ni zanimala že od vsega začetka študija, pa tudi kasneje v Ljubljani, je kazal izrazito naklonjenost glasbenemu ustvarjanju, vprašanju sloga in organizacije tonske gmote (Pokorn, 1993).

### Osterčevo delovanje po študiju v Pragi
Absolutorij priča, da je Osterc daleč presegel raven, potrebno za poučevanje glasbe na splošnoizobraževalnem zavodu. V Celjsko meščansko šolo se Osterc, zavedajoč se svojih sposobnosti, ni nameraval vrniti. Zanimala ga je mojstrska šola konservatorija v Pragi, da bi izpopolnil, kar je v letih 1925-27 pridobil na srednji stopnji. Potegoval se je še za nadaljnji dopust, katerega mu je veliki župan mariborske oblasti odobril, toda brez pravice do dnevnic, s tem da službuje, dokler traja potreba, na konservatoriju ljubljanske Glasbene matice. Zdi se, da sta Osterca za mesto na ljubljanskem konservatoriju priporočila Lajovic in ravnatelj konservatorija, Matej Hubad. Menila sta, da bi bil Osterc za konservatorij koristna učna moč, saj tako kvalitetnih sodelavcev ni bilo v izobilju, konservatorij v Ljubljani pa jih je potreboval. Lajovic je na Osterca verjetno gledal še kot osebo, ki lahko postane pomembna za razvoj slovenske glasbe. Oba sta imela prav, o čemer govori tudi izpis iz Osterčevega službenega lista z dne 30. 6. 1933, kjer je razvidno, da je Hubad ocenil Osterčevo delo v letih 1930-32 za odlično (Cvetko, 1993).  Že leta 1927 najdemo Osterca v Ljubljani, kjer je kot strokovni učitelj glasbe na državnem konservatoriju, od leta 1939 pa profesor na srednji šoli novoustanovljene glasbene akademije, deloval vse do smrti. Formalno je sicer še do leta 1930 pripadal meščanski šoli v Celju, vendar se v njo ni nameraval več vrniti (Pokorn, 1969). Ob vstopu na konservatorij je vodstvo Ostercu zaupalo poučevanje raznih predmetov, harmonijo, kontrapunkt, kompozicijo, instrumentacijo in estetiko. Osterčevo predavateljsko delo je bilo kljub slabemu zdravstvenemu stanju vestno in cenjeno, kar potrjuje tudi dejstvo, da ga je ministrstvo za prosveto 30. 8. 1930 imenovalo za člana komisije za opravljanje državnega strokovnega izpita na konservatoriju v Ljubljani (Cvetko, 1993). Še naprej je vzdrževal stike s skladatelji, ki jih je spoznal v Pragi, še posebej z Alojzem Hábo, osrednjo osebnostjo praške šole. Kakor hitro je mogel, jih je povabil v Ljubljano in poskrbel za izvedbe njihovih del na Slovenskem. V Pragi je Osterc opravil še neformalno »šolo« za navezovanje dejavnih vezi z vplivnimi posamezniki in institucijami po svetu, ki jih je združevalo gibanje za novo glasbo. Te stike je navezoval od začetka, pripeljali pa so ga do enakopravnega in enakovrednega mesta v vodstvu Mednarodnega združenja za sodobno glasbo (SIMC) in tudi do tujih založnikov (Bedina, 1995).
Osterc se je vključeval v krog ljubljanske inteligence, se posvečal skladanju in širjenju umetnostnega nazora. S tem je dosegel, da je njegov umetniški sloves rasel, postajal vedno razločnejši in vpliven pri reševanju umetnostih, večinoma glasbenih problemov. Na konservatoriju si je kmalu pridobil trden položaj, ne samo kot pedagog, saj je imel željo približati konservatorij tipu praškega konservatorija. Tako lahko razumemo tudi vlogo, ki jo je 6. 6. 1933 nalovil na odbor ljubljanske Glasbene matice, saj je bila to centralna ustanova, dostikrat odločilna v bistvu glasbenega dogajanja na Slovenskem. Osterc je prosil člane odbora za namestitev kot »vršilec dužnosti« ravnatelja državnega konservatorija, ko bo mesto prazno. Glasbena matica na Osterčevo prošnjo ni reagirala z uspehom, saj je bilo vprašanje položaja ravnatelja konservatorija tudi predvsem politične narave, Osterca pa so glede tega zaradi leve usmeritve odklanjali. Osebno, pa tudi v kritikah je bil piker, vse to, njegov značaj in način nastopanja v javnosti pa je vplivalo, da ni dobil želenega mesta. To mesto je dobil Julij Betetto, ki je 8. 2. 1935 sporočil, da mu citirano prošnjo vrača, češ da prosvetno ministrstvo meni, da ne izpolnjuje »zakonske« zahteve za to prošnjo. Podrobno odklonitev ni bila obrazložena, kar z vidika Osterčevih človeških in strokovnih kvalitet tudi ni bilo mogoče. Zavrnitev je Osterca gotovo prizadela, čeprav tega navzven ni pokazal. Prizadevno je predaval na konservatoriju, vzdrževal prijateljske stike, ustvarjal, potoval na festivale in izmenjalne koncerte v okviru ISCM. Proti koncu 30. let je še intenzivno, brez predaha komponiral, aktivno sodeloval v okviru ISCM ter UJME in množil stike z glasbenim svetom. A je bil neozdravljivo bolan. Zdravstvene tegobe, ki so jih pripisovali več vzrokom so ga sicer nadlegovale že vrsto let. Proti koncu je naglo usihal in mislil na upokojitev. Slavko Osterc je umrl 23. maja 1941 v Ljubljani. (Cvetko, 1993)

## Osterčev opus
Štirinajst let Osterčevega delovanja v Ljubljani je najvažnejše obdobje njegovega življenja. V tem času se je v slovensko glasbo zapisal kot ena njenih vodilnih osebnosti (Pokorn, 1969). Odločilen je bil seveda študij v Pragi. Ob koncu študija in po njem, prevzame Osterc načela atonalnega ekspresionizma. Tako je leto 1927 zanj razvojno kritično. Odmik od romantične izraznosti vodi v drugem letu z diplomskim koncertom  junija 1927 do prvega slogovnega preoblikovanja. V tem Osterčevem razvojnem obdobju prevladujeta subjektivizem in introvertiranost. Prehodno delo je uglasbitev osmih Chaplinovih anekdot Oho, zaljubljen sem za glas in 11 inštrumentov (17. 1. 1927), ki – največ v 6. in 7. anekdoti – vsebujejo soslednja romantičnega, ekspresionističnega tonalnega in že atonalnega. Ta smer slogovno ni izčiščena še v naslednjih dveh letih, ko napiše Silhuete za godalni kvartet (1928), ter Štiri Gradnikove pesmi za kontraalt in godalni kvartet (1929). Te slogovne poteze najdemo tudi v Treh pesmih za glas in klavir (1928), le z malo več atonalne abstrakcije. Verjetno najbolj značilen primer vplivov Schönberga je prvi stavek Silhuet, Preludio. Njegovih 19 taktov označuje čista atonalnost z načelno atematičnostjo (Klemenčič, 1988). V letu 1929, letu temeljne preusmeritve soobstajata starejši ekspresionizem in odločilnejša nova stvarnost oziroma neobarok. Skladatelju parodiranje klasicizma v ožjem pomenu besede ni bilo blizu, sprejemalj je novi barok z linearnimi kompozicijskotehničnimi prvinami. Tudi tu pogosto ni šlo za obujanje baročnega duha, bolj je uveljavljal nov duh 20. stoletja  z moderniziranimi starimi kompozicijskimi postopki. Novega sloga kljub ponovnim slogovnim spremembam po začetku tridesetih let ni opustil do vključno 1934. Prehod na začetku tega obdobja kaže minutna opera Saloma, ki še vztraja v disharmoničnem ekspresionizmu, ob katerem se pojavljajo nastavki neobaroka. Še isto leto na umiranje ekspresionizma opozarjajo Štiri Gradnikove pesmi. Novi sloge je skladatelj od vsega začetka prepričljivo in doživeto postavil v enem izmed svojih najboljših del, Suiti za orkester. Sledila je vrsta skladb z baročnimi naslovi, kot sta Partita za violončelo in klavir (1929), ali Ciacona za violo in klavir (1929). Prevladuje objektivna glasba, s katero se ohranja humor, v ospredje prihajajo religiozna čustva, kot recimo v Oče naš (1931) ali Magnificatu (1932). Slednjega je, tako kot Suito za violino in klavir, objavil pri Dunajski založbi Universal. Iz tega časa izhajajo tudi številni korali.  Skladbe si sledijo hitro, ker nastajajo kot posledica rednega kompozicijskega dela in ne čakanja na inspiracijo. Prevladuje komorna glasba, ob samospevu ob zboru tudi orkestralna dela, s katerimi programsko opozarja na trenutno slogovno usmerjenost (Klemenčič, 2008).

## Vpliv na mlajšo generacijo
Zelo pomembno mesto v Osterčevi dejavnosti zajema tudi pedagoško delo, s katerim je močno vplival na mlajši slovenski skladateljski rod. Na konservatoriju je poučeval harmonijo, kontrapunkt, kompozicijo, instrumentacijo, glasbene oblike, zgodovino glasbe in estetiko. Osterc je svoje študente znal navdušiti za svoje revolucionarne nazore. Pritegoval jih je s svojo sugestivno osebnostjo, duhovito besedo in tudi s svojimi skladateljskimi uspehi v tujini. Študij je pojmoval zelo svobodno. Učni načrt in tradicionalne oblike so mu bile zgolj okvir, katerega je izpopolnjeval s svojimi sodbami. Učencev ni omejeval s strogimi pravili kompozicije, temveč je dajal prosto pot njihovi individualni ustvarjalni fantaziji, v njih je znal vzpodbuditi zaupanje v lastne moči ter jim prijateljsko pomagal na poti v svet glasbe. Iz njegovega kompozicijskega razreda je tako prišlo veliko uglednih strokovnjakov in skladateljev, med katerimi so Pavel Šivic, Marijan Lipovšek, Demetrij Žebré, Dragotin Cvetko, Franc Šturm, Primož Ramovš. Zasebno se je pri Ostercu izobraževal Karol Pahor (Pokorn, 1969). V svoj krog je pritegnil tudi Danila Švaro, ki je kompozicijo študiral v Frankfurtu pri Bernhardu Seklesu, dirigiranje pa pri Hermannu Scherchnu (Klemenčič, 2002).  
Pomemben je bil tudi kot publicist in kritik, saj je sodeloval s tako domačimi kot tujimi časopisi in revijami. Bil je stalni glasbeni poročevalec za Ljubljanski zvon (1927-1930), v Jugoslovanu (1930) ter v reviji Zvuk (1932-35). Skupno je bilo objavljenih okrog 150 člankov, ocen in esejev. S pisano besedo se je boril za iste nazore kot v svojih delih, ter kot skladatelj. Zagovarjal je dvig kakovosti slovenske in jugoslovanske glasbe, za zmago svojih pogledov na umetnost, ter proti vsemu, kar je po njegovem predstavljalo oviro na poti do svobodnega glasbenega izraza. S pogumnim in idejno utemeljenim ocenjevanjem je nadaljeval delo Marija Kogoja in Stanka Vurnika, čeravno s strani drugačnih idejnih osnov kot njegova Kogoj in Vurnik. Ukvarjal se je tudi s pisanjem, ki sodi že v literaturo, saj so libreti vseh njegovih glasbeno-scenskih del, razen Kroga s kredo, njegovi. Zapustil je več spisov (O transu, Dnevnik z mojega potovanja okoli sveta, Ponikljana ura Leopolda Kravatnika, Panoptikum, komedijo Vlom, sicer ohranjeno le po fragmentih). Vsa dela so nenavadna, polna ironije in prikritih osti, vendar nepogrešljiva za spoznavanje skladateljeve osebnosti (Pokorn, 1969).
Zadnji korak v razvoju označuje potreba po stopnjevanju izraza. V pozni ekspresionistični različici nudi skladatelju nove izrazne možnosti, ki ustrezajo njegovi notranji naravi. S temeljnim korakom iz ekspresionistične predmetnosti znotraj razširjene tonalnosti v abstrakcijo atonalne izraznosti je Osterc v vlogi osvajanja novega estetskega prostora v glasbeni umetnosti in družbi. Pri tem so mu pomembno spodbudo dajala pričakovanja mednarodnih izvedb njegovih del. Njihovo uresničevanje je omogočalo na Slovenskem znova mednarodno uveljavitev glasbenega ustvarjanja, zdaj nacionalno pogojenega in razvidnega. Ta mednarodni preboj je šel v korak z njegovim aktivnim sodelovanjem pri ISCM, ter z osebnimi stiki, ki jih je vzdrževal z mnogimi vidnimi glasbeniki po svetu (Klemenčič, 2008). Med temi je vredno izpostaviti imena kot so Hába, Suk, Ančerl, Casella, Dallapiccola, Honegger, Prokofjev, K. A. Hartmann, Scherchen, Paz iz Argentine, muzikolog Dent in drugi (Klemenčič, 2002). Smer, ki jo Osterc leta 1933 pričenja počasni stavek Koncerta za klavir in pihala prevladuje do skladateljeve smrti. Razvidna je naslenje leto v klavirskih Arabeskah, kjer uveljavlja tip konstruktivističnega ekspresionizma. Skladatelj z absolutno glasbo sprejema atematičnost in subjektivizem, ki se navzema objektivizma. Med mnogimi deli tega obdobja je že leta 1935 prvi višek dosegla Sonata za altsaksofon in klavir. Sem sodi še mednarodno predstavljeni Mouvement symphonique. Kasneje Osterc skladal med bolj racionalnim in čustveno poudarjenim, kamor sodijo introvertirane Male pesmi za Ireno (1935), ter simfonična pesnitev Mati (1940). Do ekspresivnosti je prišel še ob Nonetu (1937), pisanem za Češki nonet. Prihaja tudi do umirjanja avantgarde in ekspresionizma v mešanem slogu z neoklasicizmom, kar se pokaže v Trio pour violon, viioloncelle et piano (1939), v zboru Skozi mrak (1939), v Petites variations pour piano (1940), ter do občasne regresije v predhodni slog, kar je razvidno v mešanem zboru Cvetoči bezeg (1940). Popuščanje v avantgardni drži je pripisati teži napredujoče bolezni in ne odpovedi avantgardi z novim preobratom, kajti poudarek na disharmoničnem induhovnem ostaja, kar dokazujeta zadnja opusa, Baletna pantomima Iluzije (1937-41) in Sonata za violončelo in klavir (1941) (Klemenčič, 2008).
Je oče slikarke in ilustratorke Lidije Osterc in praded filmske producentke in režiserke Aiken Veronike Prosenc.
Kot skladatelj je pomembno vplival na slovenski prostor, saj njegova dela pomenijo pomemben korak naprej, bližje dogajanju v svetu. Napisal je več kot 170 glasbenih del, od katerih jih je bilo mnogo izdanih pri tujih, svetovnih založbah, mnoge so bil krstno izvedene že v času njegovega življenja. Dela so bila na sporedih festivalov Mednarodnega združenja za sodobno glasbo, katerega član žirije festivalskih programov je bil tudi sam. Njegovo poustvarjalno delo ni omembe vredno, saj ga kot tako tudi ni zanimalo. Zagotovo pa je potrebno omeniti njegovo pedagoško delo, saj je pravzaprav vse življenje – razen v času svojega šolanja – deloval kot učitelj. Razmeroma dolg seznam predmetov, ki jih je na konservatoriju v Ljubljani poučeval, priča o njegovi pedagoški in strokovni sposobnosti, ki so se je očitno zavedali tudi njegovi nadrejeni. S svojo duhovito osebnostjo pa je znal pritegniti učence in jih tudi navdušiti nad modernimi idejami, ki jih je vneto zagovarjal. Zagovarjal pa jih je tudi kot kritik. Že v času študija v Pragi je vestno zapisoval vtise o obiskanih koncertih ter se tako kalil v razmišljanju in ocenjevanju glasbenih del. S tem je nadaljeval tudi v Ljubljani in tako odločilno pripomogel k razvoju glasbenega življenja in mišljenja na slovenskem. Pisal je tudi librete in scenarije za svoja dela, prevajal besedila v svojih in tujih skladbah ter objavljal učbenike.
S svojim naprednim načinom razmišljanja, predvsem pa seveda ustvarjanja je predstavljal osebo, ki jo je takratni slovenski glasbeni svet nujno potreboval in osebo, ki še danes predstavlja pomemben mejnik v razvoju klasične glasbe.
Slovenskemu občinstvu je najbolj znan po svojem Religiosu iz Suite za godala, ki je dolgoletni avizo 3. programa Radia Slovenije (programa Ars).

### Mlajša generacija skladateljev o Ostercu
- Kaja Šivic:

»Slavko Osterc je bil že v svojem obdobju tako napredna osebnost v miselnem in kompozicijskem smislu, da je ostal izredno zahteven avtor do današnjih dni. Zato v svoji domovini še vedno ni »priljubljen« in je njegovo glasbo redko slišati s koncertnih odrov in radijskih valov.«
GM 79/80, št. 5
- Bratko Kreft, dramatik, pripovednik, literarni in gledališki zgodovinar ter režiser:

»Osterc, ki je bil tudi nekaj let glasbeni in operni kritik, je s simpatijami spremljal moja režiserska prizadevanja v Operi, ki so šla v smeri »teatralizacije« operne predstave, kajti opera je po svoje prav tako gledališče kakor drama. Tega pa takrat večina opernih pevk in pevcev ni uveljavljala, ker si je rajši pomagala »koncertno«. Kljub temu, da sem takoj v začetku poudarjal, da opera ni in ne sme biti koncert, marveč »teater«, ni šlo gladko čeprav sta me v gledališču podpirala ravnatelj Polič in dirigent Štritof, ki je bil prav tako vnet za novo. Izven gledališke hiše pa me je najbolj podpiral Slavko Osterc. Toda ne le to: priznati moram, da sem bil v rednih razgovorih z njim v takratni kavarni Emona, kjer je vsak dan zajtrkoval, nato pa ali pisal kakšno kritiko ali pa komponiral. Spominjam se, kako mi je neko jutro podrobno dolgo in jasno razlagal svoj sistem komponiranja. Bil je velik nasprotnik glasbenega sentimentalizma in romantike.« 
Gledališki list Opere
SNG Ljubljana
December 1979/1989, št.2.
- Pavel Šivic, skladatelj:

»Kdor je Slavka Osterca globlje poznal, je spoznal njegovo poštenost, tovarištvo in odkritosrčnost, ki ni poznala nevoščljivosti. 
Nikdar nas ni odvračal od ustvarjanja, ampak vedno bodril in prigovarjal.«
GM, 81/82, št-1
- Dragotin Cvetko, skladatelj:

»Navidez skromen, skoraj preprost je bil življenjski tok Slavka Osterca, v resnica pa kar bogat. Očetu Jožefu in materi Tereziji, roj. Sterniša, se je rodil 17. junija 1895 v Veržeju ob reko Muri.
Slavko Osterc je umrl 23. maja 1941 v Ljubljani in se pridružil pokojnim Slovenskim vrstnikom.«
Dragotin Cvetko, Osebnost skladatelja Slavka Osterca
- Marjan Lipovšek: Osterc kot Skladatelj

»Slavko Osterc je v kratki preteklosti slovenske glasbene moderne nekako do konca I. svetovne vojne pa do danes, najznačilnejša pojava. Skladatelj, ki je svoje delo najdlje razvil, v njem največ dosegel in svoj skladateljski lik najbolj določeno izoblikoval. Kdor Osterčevega posega v lagodno vzdušje slovenske ustvarjalnosti okrog leta 1928 ni sam doživel, si niti misliti ne more, kako je Osterc učinkoval s svojim modernizmom in kakšen svež veter je zapihal med nami ob njegovem prihodu v Ljubljano.«
Slavko Osterc Spomonski Zbornik
Murska Sobota 1963

### Osterčevi vtisi o nekaterih delih, ki jih je spremljal v Pragi
»25. 9. 1926
20h
Koncert Češke filharmonije,
Dirigent: Veiclav Tolik
Spored: Vitězslav Novák
Celovečerno delo (1 ¼ h), polno orkestralnih fines, orkester slika z dramatskim izrazom razburkano morje, začetek viharja, katastrofa in pojemanje viharja; snov je prepojena z liričnimi momenti (ljubezen) in molitvami.
Izvajanje je bilo prvovrstno, po koncertu je občinstvo prisotnega komponista navdušeno klicalo na oder.«
»19. VI
Neues Deutsches Theater (1/2 20h)
Ernst Křenek: Johnny spielt auf
(Romantična opera v 2 delih – 12 slik)
Dirig. Alex Zemlinsky
Bil sem razočaran. Je tu več cirkusa nego glasbe. Jazz-ovi ritmi ne pridejo prav do veljave, dasi je instrumentacija mojstrovska. Tudi „biograf” v 2. delu je bolj cirkuški. 
Izvajanje prvovrstno.«
»22. VI
Neues Deutsches Theater (1/2 20.h)
Křenek: Johnny spielt auf
Glej 19. VI
Prvi del je glasbeno mnogo boljši nego drugi.«
»12. I.
Neues Deutsches Theater (1/2 19h)
R. Wagner: Walküre
Dirig: Zemlinsky
Krasna predstava. Tempi, dinamike itd. vse prvovrstno. Siegmund prav dober, isto Sieglinde in Hunding, Wotan in Fricka nekoliko šibkejša. Zbor Walkür izvrsteb, Glasba genialna ter kljub veliki razsežnosti (3 dejanje izvajajo 4 in pol ure) do konca zanimiva. Scenerija, instrumentalne finese itd. vse prvovrstno.« (Glasbena zbirka, zvezek »Praga«, 1926-1927)1

## Seznam del (izbor)
Opere
- Krst pri Savici (tematika: France Prešeren), 1921
- Osveta (tematika: Theodor Körner), 1923
- Iz komične opere (tematika: Henri Murger), 1928
- Krog s kredo (tematika: Klabund), 1928/29
- Saloma, 1929/30
- Dandin v vicah (tematika: Molière in Hans Sachs), 1930
- Medea (tematika: Evripides), 1930

Baleti
- Iz Satanovega Dnevnika, 1924
- Maska rdeče smrti, 1930
- Iluzije, 1938-40

Orkestrska glasba
- Bagatele, 1922
- Simfonija, 1922
- Suita, 1929
- Koncert za orkester, 1932
- Klasična uvertura, 1932
- Koncert, 1933
- Passacaglia in Koral, 1934
- Danses, 1935
- Mouvements symphoniques, 1936
- 4 pieces symphoniques, 1938-39
- Mati (simfonična pesnitev, 1940)

Ostalo
- Različna vokalna dela, klavirske skladbe; komorna glasba.

## Poimenovanja
V njegovem rojstnem kraju ter v Ljutomeru so poimenovali po njem trg.